# 花月 (パチスロ)
花月（かげつ）は、1999年1月に山佐から発売されたパチスロ機。

## 特徴
- 山佐初の大量獲得タイプの機種。ボーナス確率が若干甘めであるが、原則リプレイハズシができないためビッグボーナスでの期待獲得枚数は約450枚と抑え目で、他の大量獲得タイプに比べて幾分遊べる仕様となっていた。
- イージーマックスという名の「簡単な目押しで大量獲得が可能」というシステムを採用している。内容はボーナスゲームでは順押しすると15枚役が95%の確率でダブルテンパイ（左リールの特定箇所を回避すれば、常にダブルテンパイする）し、右リールに黒いボーナス図柄をアバウト（9コマの余裕がある）に押せば15枚獲得できる。
- 花札をモチーフとした日本風の絵柄やパネルデザイン、音楽を使用していた。
- 本機のキャッチコピーは「月見で一杯、花見で一杯」だが、これはビッグボーナス中のイージーマックスのことを指しており、右リールに坊主（月）及び桜（花）を狙って、（イージーマックスで）コインがたくさん（一杯）獲得できる、という特徴にかけられている。
- 特定の絵柄が並ぶとLEDでボーナスチェックがおこなわれる。基本的に大きい数字で止まれば期待度が高いが、チェックが作動する出目にハズレ確定目は存在しないため、数字が低くても常にボーナスの可能性がある。10が光ればボーナス確定、10-11-12の3つが光ればBIG確定。また、並びと数字の組み合わせでボーナスが確定するものも存在する（例：坊主の小大大＋メーターが7）。
- 当初はビッグボーナス中のリプレイハズシは効果がない（変則打ちの場合、15枚役成立時に高確率で取りこぼしが発生するため）とされていたが、2枚掛け時に限り、期待獲得枚数が約60枚多くなることが後に発覚した。ただし、かなりの頻度で（少なくとも、最初に止める中リールは必ず）ビタ押しが要求されるため技術介入の難度は極めて高く、更にはノーミスであろうとリール制御上一定確率で15枚役を取りこぼすデメリットがある。これらの点から失敗時のリスクが大きいことも関係し、高い目押し技術を持つ者のみが実践するに留まった（一方梅花月Rは、3枚掛け専用機である為、2枚掛けによるリプレイハズシは不可能である）。
- 2001年に「梅花月R」が後継機として発売される。
- 2001年にアルバム、Slot-ismにカバー曲、Raging Flower MoonがNuclear Family(Vo, Gt モッヒー, Bass Yusuke)により収録。

## ボーナス確率・機械割
| 設定 | BIG       | REG       | 機械割 |
| ---- | --------- | --------- | ------ |
| 1    | 1/327.68  | 1/655.36  | 90.7%  |
| 2    | 1/303.407 | 1/606.815 | 94.6%  |
| 3    | 1/282.483 | 1/564.966 | 98.4%  |
| 4    | 1/264.258 | 1/528.516 | 102.2% |
| 5    | 1/248.242 | 1/496.485 | 106.0% |
| 6    | 1/240.941 | 1/364.089 | 110.2% |

※機械割はメーカー発表

## 兄弟機
兄弟機「ツーペアー」も同時発売された。花月と比較した際の相違点を以下に記す。
- 日本風の絵柄が特徴の花月とはうって変わって悪魔と天使がモチーフ。
- ボーナス確率がダウンし、ビッグボーナス中のボーナスイン確率がダウン。よって平均的な小役ゲーム数は花月よりも長めとなり、その分期待獲得枚数がアップしている。2枚掛けによるリプレイハズシが本機にも通用するかどうかは不明。
- ゲーム性や配列などはまったく同じだが、リーチ目やハズレ目の一部が変更になっている。